# Мата, Матео де ла
Мате́о де ла Ма́та-и-По́нсе де Лео́н (исп. Mateo de la Mata y Ponce de León; ок. 1645, Рекена, Испания — 16 ноября 1720, Лима, Перу) — испанский колониальный чиновник, президент королевской аудиенции в Кито, временно исполнял обязанности вице-короля Перу в 1716.
Матео де ла Мата родился на востоке Испании в городе Рекена. В течение 8 лет получал образование в университете Алькала, степень бакалавра по церковному праву получил в университете Саламанка, а степень лиценциата в университете Осуны. Он был членом ордена Калатравы.
Вскоре он был направлен в Испанскую Америку, первой его должностью стала должность судьи в королевской аудиенции в городе Санта-Фе-де-Богота (сейчас столица Колумбии, в то время часть вице-королевства Перу). В свои обязанности он вступил в августе 1674 года. 31 октября 1680 года Матео де ла Мата был назначен алькальдом в Лиме. В Лиме он женился на Луисе де Кеспедес, дочери испанского чиновника аристократического происхождения.

## Аудиенция в Кито
27 октября 1689 года Матео де ла Мата был назначен президентом аудиенции в Кито, в должность вступил 10 января 1691 года. Эта должность была своего рода губернаторской, он подчинялся лишь вице-королю Перу и королю Испании, но, пользуясь удалённостью от начальства, был фактически хозяином региона. По традиции первые два года он также занимал должность виситадора, своего рода инспектора, проводившего расследования деятельности предыдущей администрации.
В его президентство нападения пиратов на регион практически прекратились, но он должен был ликвидировать последствия многих разрушений от предыдущих атак. Также при нём началось проектирование и строительство Гуаякиля, которое Матео де ла Мата как президент аудиенции добросовестно контролировал.
В течение его правления была улучшена и модернизирована инфраструктура аудиенции, экономическая ситуация в регионе начала выправляться. При нём также случился целый ряд бедствий, так землетрясение в городе Латахунха унесло 8000 жизней из 22000 человек, населявших тогда город, а в 1693 году на Кито и окрестности обрушилась эпидемия чумы. Де ла Мата заботился о закупке и распределению лекарств, жертвуя на эти цели в том числе и свои средства.
20 июня 1698 года произошло новое землетрясение, разрушившее то немногое, что удалось восстановить в Латахунхе, также были серьезно разрушены города Амбао и Риобамба, это землетрясение принесло много человеческих жертв. Матео де ла Мата посетил все затронутые землетрясением города и руководил восстановительными работами. Также ему пришлось столкнуться с серьёзной засухой и устранять её последствия.

## Вице-король Перу
В 1699 году, после того как он покинул пост президента аудиенции в Кито и вновь стал судьёй в Лиме, испанский король, в счёт его заслуг, предложил ему должность в Королевском Верховном Совете Индии. Но Матео де ла Мата предпочёл остаться в Лиме. В 1716 году вице-король Перу Диего Ладрон де Гевара был оправлен в отставку, в силу своего положения де ла Мата занял на временной основе пост вице-короля Перу до прибытия Диего Морсильо. Он занимал этот пост со 2 марта 1716 года по 15 августа того же года.
Матео де ла Мата Понсе де Леон скончался в Лиме 16 ноября 1720 года.